# شعية هونغ كونغية
شعية هونغ كونغية (الاسم العلمي: Actinomyces hongkongensis) هي نوع من البكتيريا يتبع جنس الشعية الفطرية من فصيلة شعاوية.